# Polen op het Eurovisiesongfestival 2003
Polen nam deel aan het Eurovisiesongfestival 2003 in Riga, Letland. Het was de 8ste deelname van het land op het Eurovisiesongfestival. De selectie verliep via een interne selectie. TVP was verantwoordelijk voor de Poolse bijdrage voor de editie van 2003.

## Selectieprocedure
Om de kandidaat te kiezen voor Polen op het festival koos men ervoor om deze via een nationale finale aan te duiden.
Deze finale werd gehouden in de studio's van de nationale omroep en werd gepresenteerd door Artur Orzech.
In totaal deden er 14 artiesten mee aan deze finale en de winnaar werd gekozen door SMS-voting.

| Volgorde | Artiest                  | Lied                           | Punten | Plaats |
| -------- | ------------------------ | ------------------------------ | ------ | ------ |
| 1        | Adieu                    | "Time"                         | -      | -      |
| 2        | Benedek                  | "Here Comes Your Time"         | -      | -      |
| 3        | Blue Café                | "You May Be in Love"           | 17.2%  | 3      |
| 4        | Bracia Cugowscy          | "Missing Every Moment"         | -      | 5 ?    |
| 5        | Magda Femme & Spotlight  | "I Believe in You"             | -      | -      |
| 6        | Gosia                    | "Remember"                     | -      | -      |
| 7        | Ha-Dwa-O                 | "Tylko badz"                   | -      | 6 ?    |
| 8        | Ich Troje                | "Keine Grenzen-Żadnych granic" | 31.8%  | 1      |
| 9        | Ira                      | "Femme Fatale"                 | -      | -      |
| 10       | Ocean Front              | "Zakochany"                    | -      | -      |
| 11       | Stachursky               | "Tam gdzie ty"                 | -      | -      |
| 12       | Varius Manx              | "Sonny"                        | -      | 4 ?    |
| 13       | Wilki                    | "Here I Am"                    | 29.2%  | 2      |
| 14       | Zdobywcy Pewnych Oskaróv | "Pia"                          | -      | -      |

## In Riga
Op het festival zelf in Letland moest Polen aantreden als 20ste, net na Frankrijk en voor Letland.
Op het einde van de puntentelling bleek dat Polen op een 7de plaats was geëindigd met een totaal van 90 punten.
Door dit resultaat mocht Polen rechtstreeks deelnemen aan de finale van het Eurovisiesongfestival 2004.
België en Nederland hadden respectievelijk 5 en 4 punten over voor deze inzending.

### Gekregen punten

#### Finale
| 12 punten                     | 10 punten                                    | 8 punten             | 7 punten              | 6 punten      |
| ----------------------------- | -------------------------------------------- | -------------------- | --------------------- | ------------- |
| - Duitsland                   | - Malta - Oostenrijk                         | - Letland - Oekraïne |                       | - Griekenland |
| 5 punten                      | 4 punten                                     | 3 punten             | 2 punten              | 1 punt        |
| - België - Frankrijk - Spanje | - Estland - Nederland - Noorwegen - Roemenië | - Zweden             | - Verenigd Koninkrijk |               |

### Punten gegeven door Polen

#### Finale
Punten gegeven in de finale:
| 12 punten | België    |
| 10 punten | Oekraïne  |
| 8 punten  | Roemenië  |
| 7 punten  | Zweden    |
| 6 punten  | Noorwegen |
| 5 punten  | Duitsland |
| 4 punten  | Rusland   |
| 3 punten  | Frankrijk |
| 2 punten  | Turkije   |
| 1 punt    | IJsland   |

1994 · 1995 · 1996 · 1997 · 1998 · 1999 · 2000 · 2001 · 2002 · 2003 · 2004 · 2005 · 2006 · 2007 · 2008 · 2009 · 2010 · 2011 · 2012-2013 · 2014 · 2015 · 2016 · 2017 · 2018 · 2019 · 2020 · 2021 · 2022 · 2023 · 2024 · 2025